# Acalypha capitata
Acalypha capitata là một loài thực vật có hoa trong họ Đại kích. Loài này được Willd. mô tả khoa học đầu tiên năm 1805.

## Hình ảnh

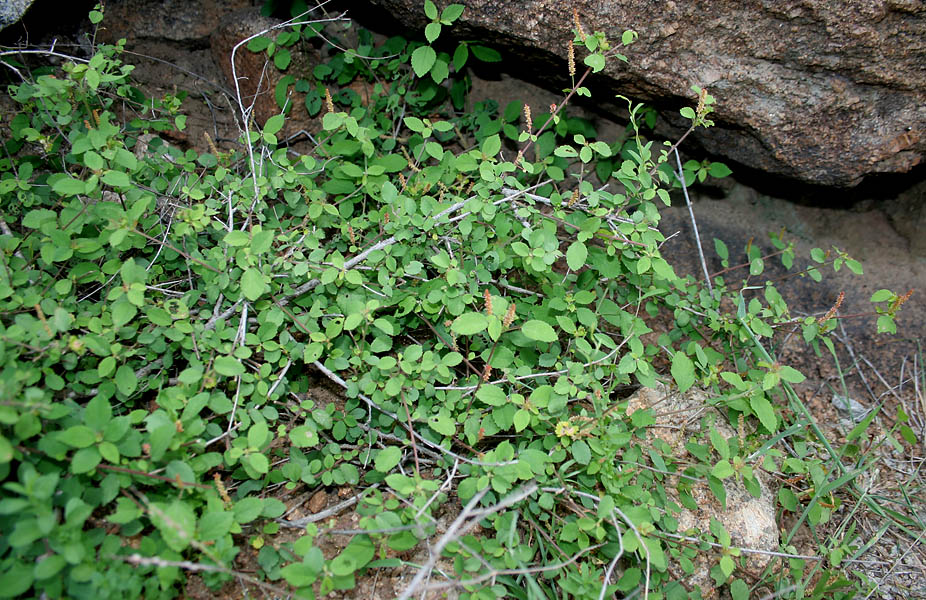
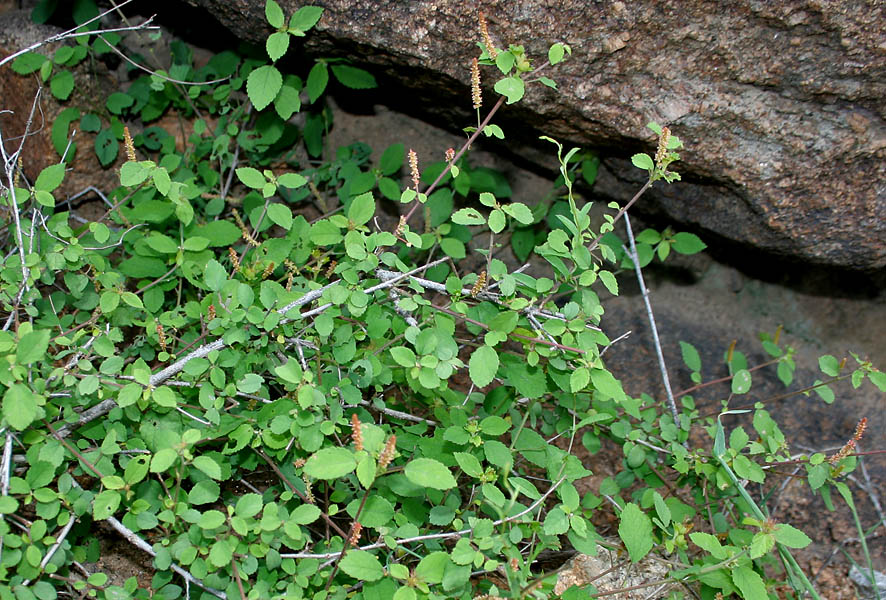
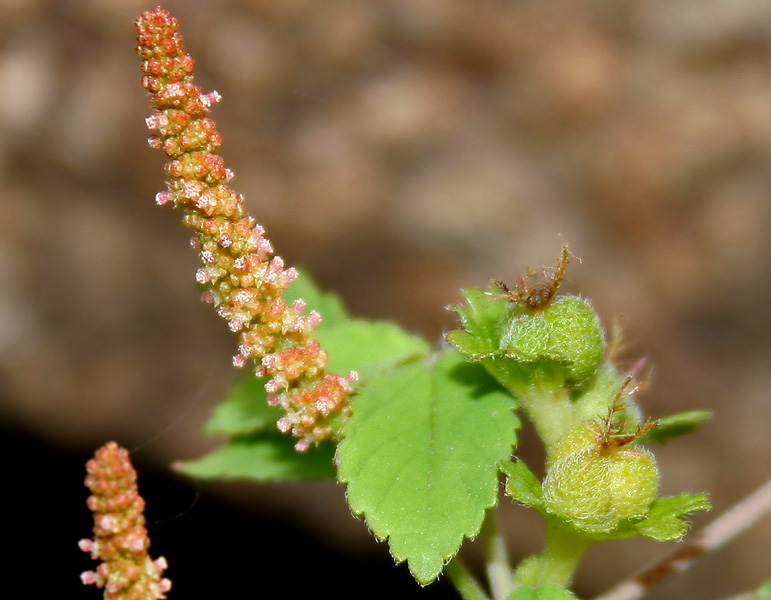